# Kotte Autographs
Die Kotte Autographs GmbH ist ein Antiquariat mit Sitz in Deutschland, das vorwiegend mit Autographen, Werkmanuskripten und Handschriften historischer Persönlichkeiten handelt. Es wurde 1996 vom heutigen Geschäftsführer Thomas Kotte gegründet.

## Geschichte
Bereits als Jugendlicher sammelte Thomas Kotte Autogramme von Sportlern und Filmstars. Nach seinem Studium baute er sich seine Firma auf und wirkte als Antiquar. 1996 gründete er seine Firma Kotte Autographs.
Kotte arbeitet eng mit dem Wiener Antiquariat Inlibris, Gilhofer Nfg. GmbH zusammen. Laut Weltkunst sind Kotte und Inlibris „dem klassischen Antiquariat verpflichtet“, bedienten dabei nicht nur die Bibliophilen, sondern auch die „Reliquiensammler“.

## Wirkungsbereich
Das inhabergeführte Unternehmen tritt sowohl mit einem Online-Shop, als auch mit Katalogen und Messepräsenz in Erscheinung. Dabei bietet Kotte Autographs Handschriften aus allen Zeiträumen und Sparten an.

### Kataloge
Kotte Autographs ist in erster Linie auf Autographen spezialisiert. In über 50 umfangreichen Katalogen (Stand: 2021) sind die angebotenen Objekte detailliert beschrieben. Die Stücke haben primär für historische Wissenschaften Quellenwert. Zugleich finden sich darin „schöne Beispiele“ für Sammler an, die „im Handschriftlichen eine besondere Nähe zur Person“ suchen.

### Internationale Antiquariatsmessen
Kotte Autographs ist auf wichtigen Antiquariatsmessen weltweit vertreten, unter anderem in New York, Los Angeles, London, Paris, Zürich, Ludwigsburg und Stuttgart.

### Webpräsenz
Auf dem bereits 1997 initiierten Onlineshop von Kotte-Autographs sind bis zu 40.000 Einzelstücke nach Verfasser und Themen geordnet aufgeführt. Ähnlich wie im gedruckten Katalog werden die Manuskripte und Autographen detailliert beschrieben, inklusive Zustand und teils mit Transkription der Stücke. Die Autographen sind jeweils abgebildet.

### Mitgliedschaft
Das Unternehmen ist Mitglied der Internationalen Liga der Antiquare, der Professional Autograph Dealers Association und dem Verband deutscher Antiquare.

## Öffentliche Wahrnehmung
Kotte Autographs hat seit der Geschäftsgründung mehrfach international Aufmerksamkeit erregt. Bei einer Christies-Auktion in London ersteigerte Kotte Autographs 2008 ein Fragment eines Briefes von Vincent van Gogh. 2020 recherchierte The Art Newspaper, dass das Fragment zu einem umfassenden Albumblatt gehörte, das in den 1980er Jahren von einem Unbekannten in sechs Teile geschnitten und veräußert worden sei.
2015 gelangten über Kotte Autographs Briefe des ehemaligen Bundespräsidenten Walter Scheel an die Öffentlichkeit, in denen dieser sich über den kurz zuvor verstorbenen Willy Brandt äußerte. 2016 bot Kotte Autographs eine Erstausgabe von Der Hexenhammers an, mit dem im 15. Jahrhundert ein „mächtiges Instrument für Inquisitoren“ geschaffen worden war.
In Stuttgart bot Kotte Autographs 2012 zwei Manuskriptseiten von Karl Marx an, die für eines seiner Londoner Hefte bestimmt waren. Es handelt sich um ein Exzerpt zu den Funktionen des Geldes. 2018 wurde dort ein handgeschriebener Brief von Martin Luther aus dem Jahr 1543 offeriert.
2019 zeigten Kotte Autographs/Inlibris in New York ein „Musikalisches Album zur Erinnerung an günstige Freunde, angelegt von Aloys Fuchs“. Darin enthalten Musikhandschriften berühmter Komponisten und Musiker des 19. Jahrhunderts von Ludwig van Beethoven über Frédéric Chopin und Franz Liszt bis zum Ehepaar Clara und Robert Schumann. Laut Provenienz war das Album unter anderem im Besitz des Musikers Sigismund Thalberg.
Der Berliner Theaterwissenschaftler Hugo Fetting vertraute Kotte Autographs/Inlibris den Nachlass von August Wilhelm Iffland zum Verkauf an, für dessen rechtmäßigen Eigentümer er sich hielt, da er ihn in der Nachkriegszeit vor der Vernichtung bewahrt habe. Da die Manuskripte vor 1945 jedoch in öffentlichem Besitz waren (Archiv der Preußischen Staatstheater im Bestand des Berliner Theatermuseums), gab Inlibris sie gegen eine Entschädigung für die Auslagen an das Land Berlin zurück.

## Spezialisierung
Kotte Autographs offeriert vorwiegend seltene oder kaum auffindbare Handschriften. Hierzu zählen Musiker wie Johann Sebastian Bach, die Naturwissenschaftler Isaac Newton, Albert Einstein oder Stephen Hawking, aber auch Apple-Gründer Steve Jobs.